# Dig (canção)
"Dig" é uma canção escrita por Brandon Boyd, Mike Einziger, Ben Kenney, Chris Kilmore e  Jose Pasillas, gravada pela banda Incubus.
É o segundo single do sexto álbum de estúdio Light Grenades de 2006.

## Desempenho nas paradas musicais
| Ano  | Parada musical                              | Posição |
| ---- | ------------------------------------------- | ------- |
| 2007 | Estados Unidos - Hot Adult Top 40 Tracks    | 17      |
| 2007 | Estados Unidos - Hot Mainstream Rock Tracks | 17      |
| 2007 | Estados Unidos - Alternative Songs          | 4       |
| 2007 | Estados Unidos - Billboard Pop Songs        | 96      |
| 2007 | Estados Unidos - Billboard Hot 100          | 94      |